# Jeremiasz Nejfeld
Ernest Jeremiasz Nejfeld (ur. 18 stycznia 1721, zm. 26 kwietnia 1773) – lekarz, prekursor elektroterapii, wydawca pierwszego medycznego czasopisma w Polsce.
Urodził się w 1721 r. w Zdunach, w rodzinie niemieckiej. Jako medyk, pracował początkowo w rodzinnym mieście, potem na dworze Leszczyńskich. Został następnie nadwornym lekarzem królów: Augusta III Sasa i Stanisława Augusta Poniatowskiego.
Opracował podstawy elektroterapii. Wyniki swoich badań publikował w wielu pracach naukowych. W latach 1750–1753 w Lesznie i Sulechowie pracował przy redagowaniu pierwszego w kraju czasopisma medycznego zatytułowanego „Prymitiae Physico-Medicae”. W 1752 i 1756 r. opublikował dwa informatory poświęcone właściwościom leczniczym wód na Śląsku. Są to: „Krótkie opisanie kwaśnych wód altwasserskich na niższym Śląsku, a mianowicie ich natury, skutki i zażywanie” oraz „Krótka notatka o kwaśnych wodach kolorowych we wsi śląskiej Gimmeln”. Najważniejsze, wydane w 1773, dzieło naukowe „Ratio medendi orbis circuli...”, dedykował królowi Stanisławowi Augustowi Poniatowskiemu. Innym jego dziełem jest „Rozprawa o hemoroidach, która zawiera w sobie zarówno cechy, efekty, przyczyny, jak i sposoby leczenia”, a w oryginale „Physikalische Abhandlung von der Goldenen Ader, welche sowohl die Eigenschaften, Wirkungen und Ursachen, als auch die Heilungsart derselben in sich faßt”.